# Pleurotomella anceyi
Pleurotomella anceyi é uma espécie de gastrópode do gênero Pleurotomella, pertencente a família Raphitomidae.